# Lupa

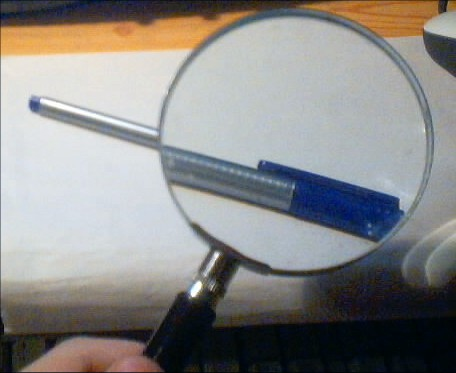
Lupa

Lupa, někdy také zvětšovací sklo, je optický systém používaný na optické zvětšení pozorovaného předmětu, který je dostatečně malý a nachází se v blízkosti pozorovatele.
Skládá se ze spojné čočky, vyrobené ze skla nebo z průhledného plastu a z držátka, které může mít mnoho různých podob. Od prosté tyčky, za kterou lze lupu držet, přes různé stojany, až po pouzdra, do kterých lze lupu zároveň uschovat.

## Princip
Umístěním předmětu mezi čočku a její předmětové ohnisko získáme zdánlivý, zvětšený a vzpřímený obraz.

a) Pozorování předmětu bez lupy, kde označuje zorný úhel.
b) Pozorování stejného předmětu s lupou. Zorný úhel je větší než úhel při pozorování bez lupy.

## Zvětšení
Pro úhlové zvětšení platí
{\displaystyle \gamma ={\frac {\alpha ^{\prime }}{\alpha }}={\frac {d}{f}}}
při běžném použití s lupou u pozorovaného objektu a nebo 
{\displaystyle \gamma ={\frac {d}{f}}+1}
s lupou těsně před okem, kde {\displaystyle d} je tzv. konvenční zraková vzdálenost (popisující maximání schopnost čočky oka ohnout světlo, respektive definovaná minimální vzdáleností na kterou je oko schopno samo zaostřit - obvykle používá referenční hodnota 25 cm, ale ne nutně vždy) a {\displaystyle f} je ohnisková vzdálenost lupy.
Aby došlo ke zvětšení, musí být ohnisková vzdálenost lupy větší než nula - tedy musí se jednat o spojku. Běžné zvětšení lupy je 2-12 násobné. Speciální konstrukcí lze dosáhnout až dvacetinásobného zvětšení.
Větší zvětšení nelze jednou soustavou získat. Mezi optické systémy s větším zvětšením patří mikroskop a dalekohled.

#### Interpretace vzorce γ = d/f + 1
Pro ostré vidění je nutné, aby optická soustava (včetně našeho oka) soustředila paprsky světla rozbíhající se z pozorovaného bodu do jednoho bodu na sítnici. Přitom čím blíže objekt (ať už skutečný či zdánlivý) k oku umístíme, tím větší obraz na sítnici oka získáme. Zároveň ale potřebujeme paprsky světla více ohnout abychom dostali ostrý obraz.
Předpokládejme vzdálenost mezi čočkou lidského oka a sítnicí 24mm. Pro promítnutí obrazu z nekonečna na sítnici musí tedy čočka našeho oka mít cca 41.6 dioptrie. Jakékoli další přiblížení objektu vyžaduje vyžaduje dodatečnou aplikaci {\displaystyle {\frac {1}{d_{i}}}} dioptrií pro doostření. Tedy 0-4 dioptrie pro vzdálenosti nekonečno-25cm. Pro jakékoli další úvahy je klíčová právě tato hodnota 0-4 dioptrií.
Další přiblížení budeme realizovat zvětšením počtu dioptrií čočky umístěné těsně před naším okem a příslusným přiblížením objektu (či jeho obrazu), který při n-násobném přiblížení objektu a n-násobném zvětšení počtu dioptrií (tedy n-násobném zmenšení ohniskové vzdálenosti) na sítnici vyprodukuje ostrý n-násobně velký obraz.
Tedy zapsáno vzorcem nové zvětšení bude {\displaystyle z={\frac {dpt_{stare}+dpt_{nove}}{dpt_{stare}}}={\frac {dpt_{nove}}{dpt_{stare}}}+1}, přičemž {\displaystyle dpt} reprezentuje jak obrácenou hodnotu vzdálenosti, tak optickou mohutnost čoček (což je z definice to samé).
Závěrem si můžeme povšimnout, že staré oko s větší referenční vzdáleností opravdu získá ze stejné čočky větší zvětšení než oko mladé - protože schopnost přidat čočce oka n-násobné zvětšení vyžaduje n-násobné zvýšení optické mohutnosti.
Též si můžeme povšimnout že výrobce lup této vlastnosti rád využije a při výpočtu zvětšení lupy na čtení a pro výpočet využije větší konvenční vzdálenost - takovou která lépe odpovídá minimální ostřící vzdálenosti jedince neschopného přečíst noviny na vzdálenost kratší než vzdálenost natažené ruky, čímž získá "větší" zvětšení.

## Použití

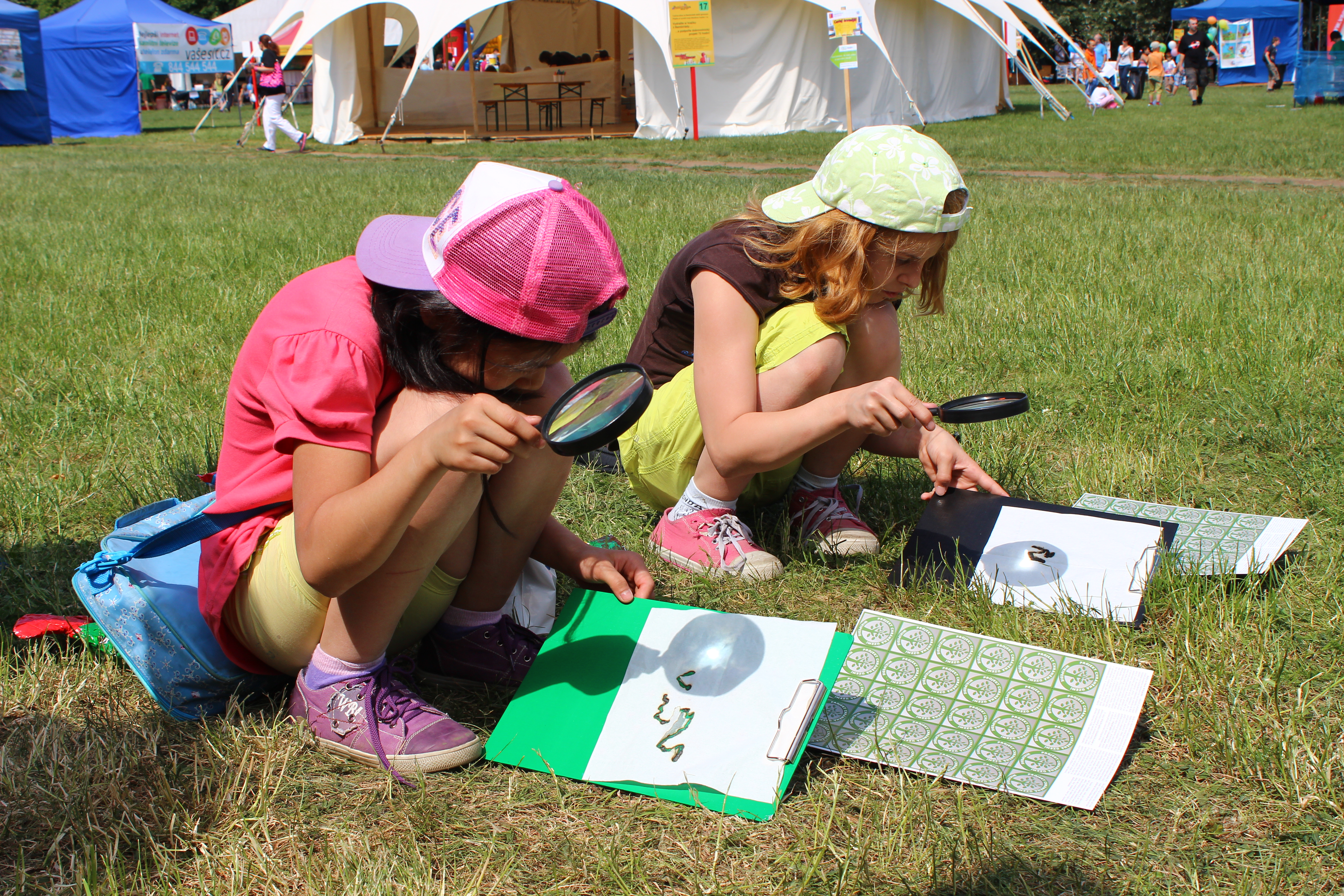
Lupa zapaluje

Nejběžnější užití lupy je k optickému zvětšení sledovaného předmětu.
Lupu však lze použít i k založení ohně. Natočením lupy ke slunci a umístěním do vhodné vzdálenosti od předmětu dojde ke koncentraci paprsků dopadajících ze slunce do čočky na malé místo na povrchu předmětu a jeho silnému ohřátí. Pokud je předmět ze snadno zápalné látky (papír, dřevo), je zahřátí povrchu vyšší, než zápalná teplota, což může vést ke vzniku ohně.